# Lasioglossum tinnunculum
Lasioglossum tinnunculum är en biart som först beskrevs av Warncke 1982.  Lasioglossum tinnunculum ingår i släktet smalbin, och familjen vägbin. Inga underarter finns listade i Catalogue of Life.